# Blang Minjei
Blang Minjei is een bestuurslaag in het regentschap Aceh Timur van de provincie Atjeh, Indonesië. Blang Minjei telt 213 inwoners (volkstelling 2010).